# Kairaku-en
Il Kairaku-en (偕楽園?, letteralmente "un parco da gustare insieme") è un giardino giapponese situato a Mito, Ibaraki, in Giappone.

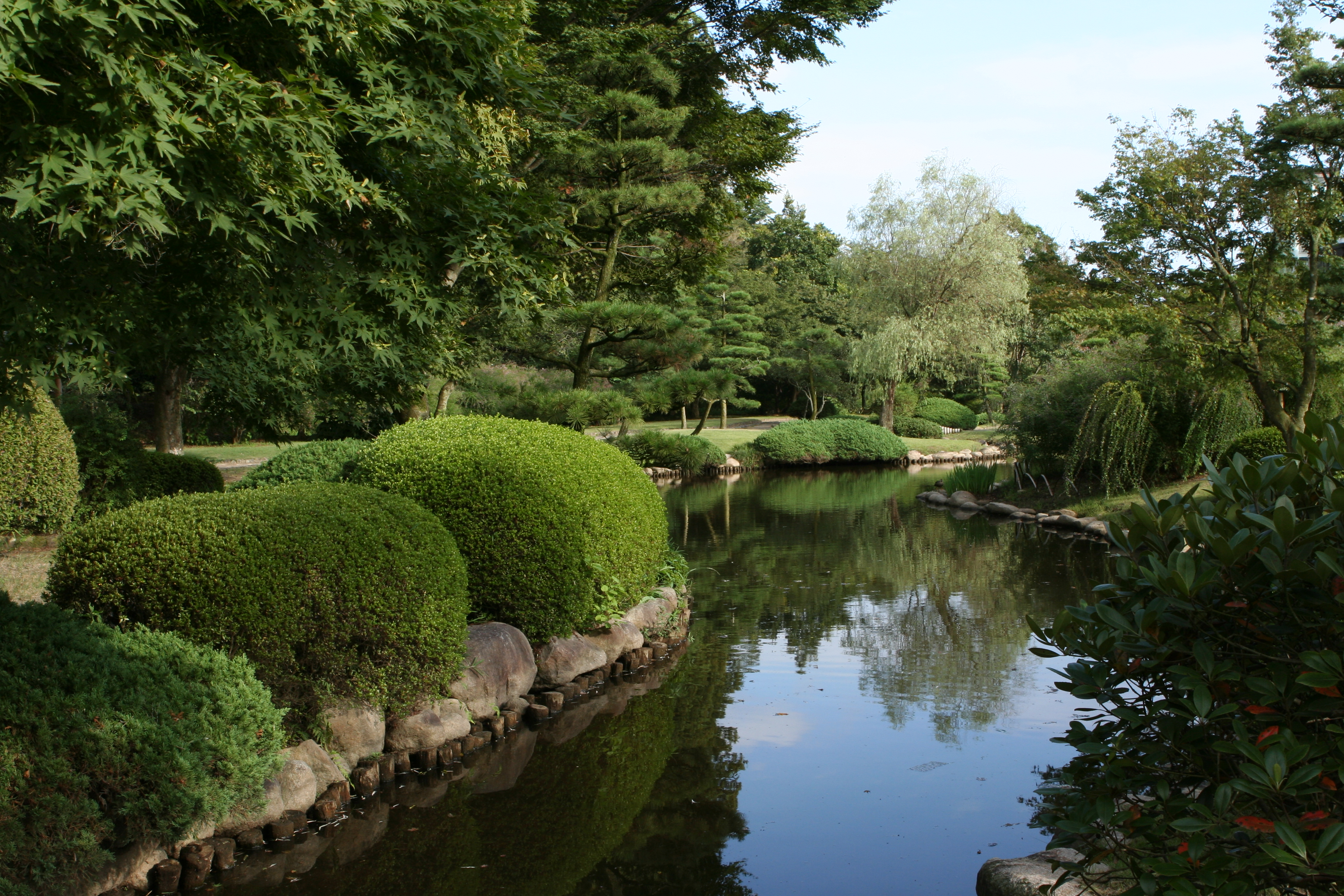
Interno del giardino

Insieme al Kenroku-en e Kōraku-en, è considerato uno dei "tre grandi giardini del Giappone". Il giardino Kairaku-en fu costruito nel 1841 dal signore feudale Tokugawa Nariaki. A differenza degli altri due grandi giardini paesaggistici, il Kairaku-en serviva non solo per fini estetici e personali del proprietario, ma era aperto al pubblico. Oltre al bosco di prugne, dove sono piantate cento diverse varietà di susini con fiori bianchi, rosa e rosi, il parco ospita anche un boschetto di bambù, boschi di cedri e il Kobuntei, un edificio in stile tradizionale giapponese.

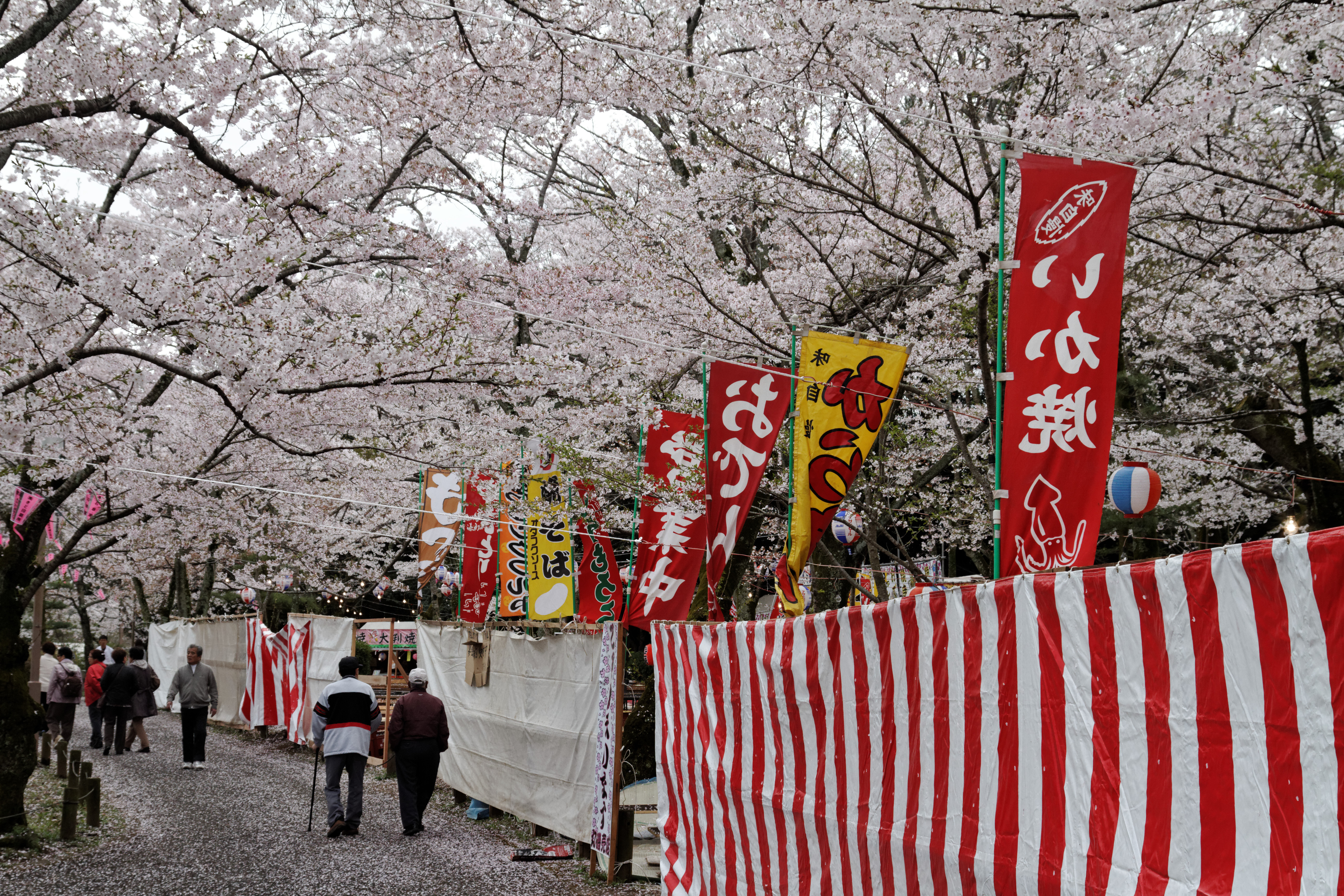
Il giardino con le piante in fioritura